# Gare des Martres-de-Veyre
La gare des Martres-de-Veyre est une gare ferroviaire française de la ligne de Saint-Germain-des-Fossés à Nîmes-Courbessac, située sur le territoire de la commune des Martres-de-Veyre, dans le département du Puy-de-Dôme, en région Auvergne-Rhône-Alpes.
C'est une halte de la Société nationale des chemins de fer français (SNCF), desservie par des trains TER Auvergne-Rhône-Alpes.

## Situation ferroviaire
Établie à 346 m d'altitude, la gare des Martres-de-Veyre est située au point kilométrique (PK) 434,131 de la ligne de Saint-Germain-des-Fossés à Nîmes-Courbessac, entre les gares du Cendre - Orcet et de Vic-le-Comte.

## Service des voyageurs

### Accueil
Halte SNCF, c'est un point d'arrêt non géré (PANG) à entrée libre. Elle est équipée d'automates pour l'achat de titres de transport TER.
Une passerelle permet la traversée des voies et le passage d'un quai à l'autre.

### Desserte
Les Martres-de-Veyre est desservie par des trains TER Auvergne-Rhône-Alpes qui effectuent des missions entre les gares de Brioude, d'Issoire ou de Vic-le-Comte et de Clermont-Ferrand, de Riom - Châtel-Guyon ou de Moulins-sur-Allier.

### Intermodalité
La gare est située à 400 mètres du centre-ville des Martres-de-Veyre. Un abri à vélos et un parking pour les véhicules y sont aménagés. 
Un arrêt permet la desserte par la ligne 40 des cars Région Puy-de-Dôme.

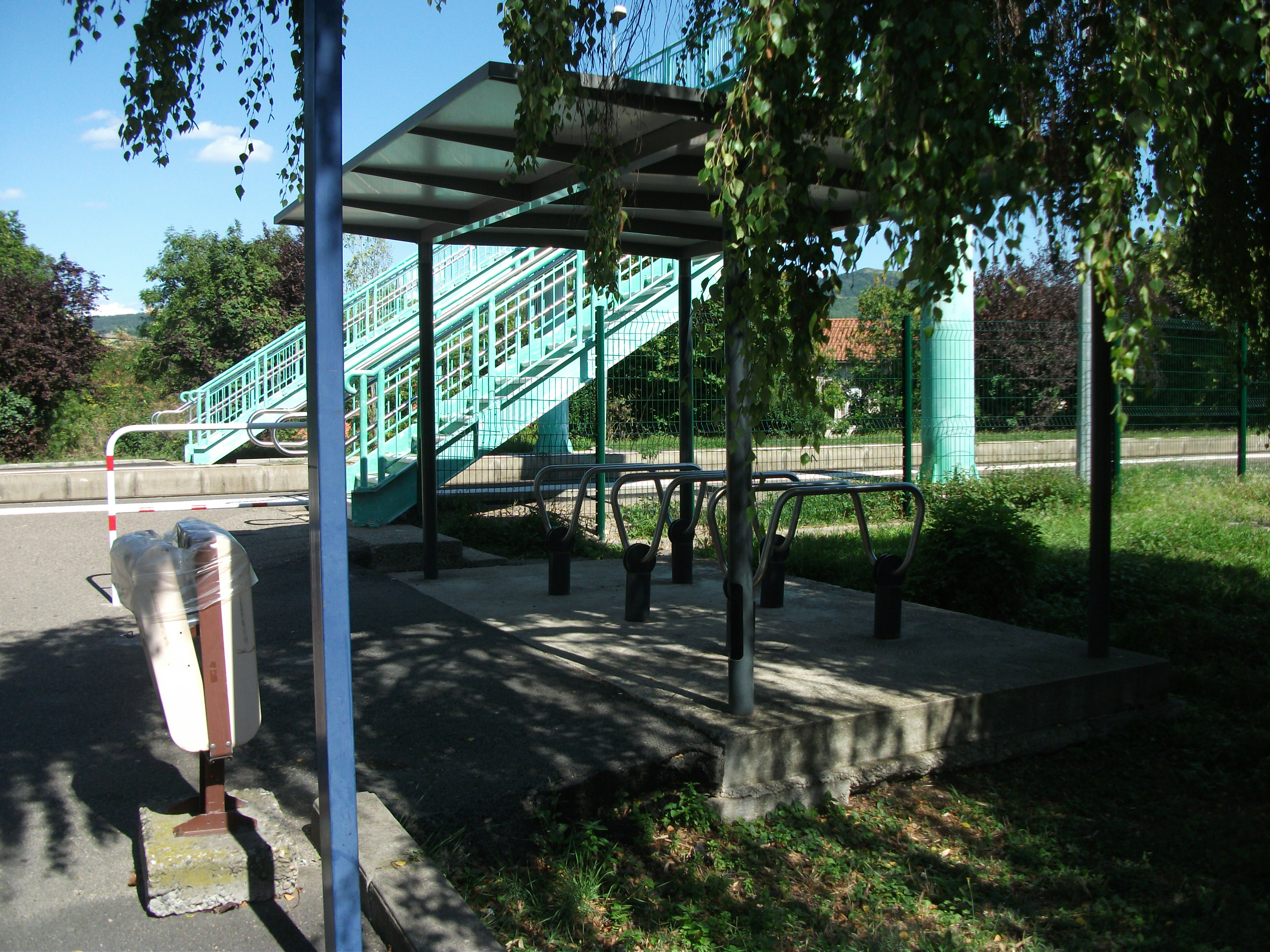
Parking vélos.
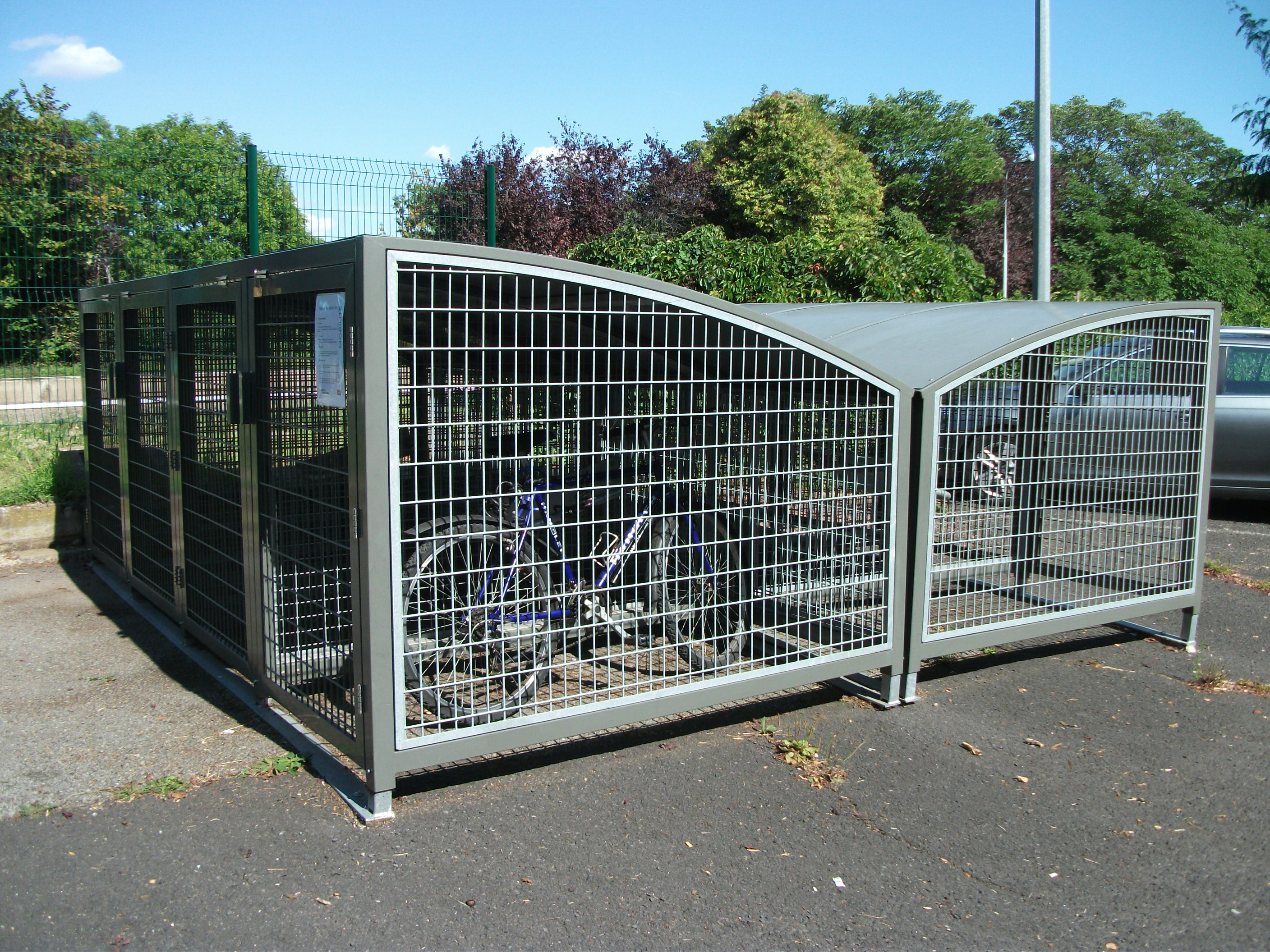
Parking vélos sécurisé.